# Amphiporus formidabilis
Amphiporus formidabilis är en djurart som tillhör fylumet slemmaskar, och som beskrevs av Griffin 1898. Amphiporus formidabilis ingår i släktet Amphiporus och familjen Amphiporidae. Inga underarter finns listade i Catalogue of Life.